# Mix Speaker's, Inc.
Mix Speaker's, Inc. es una banda japonesa del género Visual kei fundada el 1 de diciembre de 2006; sus miembros son Yuki (エグリゴリ, Miki (SCISSOR), Aya (Psycho le Cému), Keiji (Kamikaze Boyz), Seek (Psycho le Cému) y S (Kamikaze Boyz). La agrupación ha alcanzado un alto nivel de popularidad enormemente, apareciendo en portada en la revista CURE en mayo.

## Miembros
- Miki - Voz
- AYA - Guitarra
- Keiji - Guitarra
- seek - Bajo
- Mr. S - Batería

## Discografía
| Álbumes - Friday Night "MONSTIME" - 13 de junio de 2007 - MONSTERS〜ポケットの中にはJUNK STORY〜 (pocketto no naka ni ha JUNK STORY) - 13 de febrero de 2008 - Wonder Traveling - 22 de octubre de 2008 - BIG BANG MUSIC! - 23 de septiembre de 2009 - ANIMAL ZOMBIES - 7 de abril de 2010 - NEVER ENDING STORY - 16 de junio de 2010 - It's a Dream World - 13 de julio de 2011 Sencillos - Mix Speaker's,BOX (1st Press) - 20 de diciembre de 2006 - Mix Speaker's,BOX - 28 de marzo de 2007 - "MONSTART"Family - 31 de octubre de 2007 - My wish[Horror]X'mas - 19 de diciembre de 2007 - Identification Card - 13 de agosto de 2008 - ロメオのメロディ(Romeo no Melody) - 1 de abril de 2009 - 誘ワク星リズム (Yuuwakusei Rhythm) - 1 de julio de 2009 - NEVER ENDING STORY - 16 de junio de 2010 - 「シンデレラ」(Cinderella) - 3 de julio de 2010 - Midnight Queen - 29 de septiembre de 2010 - CIRCUS - 9 de marzo de 2011 - Shiny tale - 22 de febrero de 2012 | Omnibus - CANNON BALL Vol.3–21 de febrero de 2007 - CRUSH! -90's V-Rock best hit cover songs- 26 de enero de 2011 DVD - 13's CLUB - 7 de diciembre de 2007 - MONSTER WARS〜GRAND FINALE〜 - 22 de julio de 2008 - [Departure]~Space Musical Parade~ - 31 de enero de 2009 - [BIG BANG MUSIC!]～線路は続くよどこまでも～ 7 de enero de 2010 - RAINBOW CIRCUS~6匹のピエロとモノクロサーカス団~ 22 de abril de 2011 |